# Всеволодов Сергій Сергійович
Всеволодов Сергій Сергійович (нар. 4 вересня 1955, Херсон) — Заслужений тренер України, Заслужений працівник фізичної культури і спорту України, Чемпіон Світу з кіокушин карате серед ветеранів, Рекордсмен Світу з тамешиварі, Президент Херсонської обласної Федерації Кіокушин карате і Рукопашного бою, Президент Всеукраїнського об'єднання «Кіокушин Будо карате» (КБДК), Керівник спортивного клубу «Легенда», Суддя Міжнародної категорії, 7 дан кіокушин карате (WKB), 3 дан Рукопашний бій, 6 дан Американська асоціація бойових мистецтв, Член Міжнародного комітету World Kyokushin Budokai (WKB), доцент кафедри Олімпійського і професійного спорту Херсонського Державного університету.

## Біографія
Народився 4 вересня 1955 року у місті Херсон. У 1975 закінчив Херсонське морехідне училище імені лейтенанта П. П. Шмідта, у 1984 — Херсонський державний педагогічний інститут. З 1975 по 1979 працював на судах закордонного плавання Чорноморського морського пароплавства, з 1979 по 1981 — працівник Херсонського морського торговельного порту. З 1981 по 1989 — інструктор з рукопашного бою й прикладного карате Обласної ради спортивного товариства «Динамо». Захопився карате у 1979 році, коли познайомився з Анатолієм Матюшиним на нараді представників областей України, які займалися карате. Ця зустріч стала доленосною і вплинула на подальший розвиток спортивної кар'єри. Заняття карате продовжив самостійно і коли в 1990 було проведено перший Чемпіонат України з кіокушин в м. Миколаїв, Сергій Всеволодов став чемпіоном у своїй ваговій категорії. У 1986 заснував Херсонський спортивний центр «Кіокушин карате», який у 1992 році набув значення всеукраїнського з підготовки інструкторів і спортсменів високого класу.
З 2007 року — президент Українського Союзу Кіокушин карате. 18 грудня 2016 у Херсоні пройшла прес-конференція, на якій Сергій Всеволодов оголосив про вихід Українського Союзу Кіокушин Карате (УСКК) зі складу IKO Kyokushinkaikan та вступ до World Kyokushin Budokai. Надалі УСКК перейменовано на "Всеукраїнське об'єднання «Кіокушин БуДо карате». У жовтні 2021 громадській організації "Всеукраїнське об'єднання «Кіокушин БуДо карате» було надано статус «Національної Федерації». А до цього — у вересні 2020 — «Кіокушин БуДо карате» став офіційно визнаним видом спорту в Україні.. У жовтні 2019 Сергій Всеволодов став першим в Україні володарем 7 дану з кіокушин карате. Пояс було вручено керівником WKB Канчо Педро Роісом (Kancho Pedro Roiz) під час проведення в м. Сантьяго (Чилі) відкритого Кубка Світу, організованого Міжнародною організацією World Kyokushin Budokai..
У 2005 році Сергій Всеволодов встановив рекорд України з розбивання льодяних глиб, повторюючи Світовий рекорд японського спортсмена, про що було внесено запис до Книги Рекордів України..
Підготував спортсменів, які прославляли Україну на міжнародній арені. Його учні добилися успіху не тільки на національних турнірах, а й на міжнародних, європейських та світових чемпіонатах, а саме: 5 призерів Чемпіонату Світу, 12 Чемпіонів Європи, 43 Чемпіона міжнародних турнірів. За значний внесок у розвиток та пропаганду спорту і здорового способу життя в м. Херсоні у 2015 році йому присвоєно звання «Почесний громадянин м. Херсона».

## Спортивні досягнення
- 2-й Чемпіонат УРСР (Севастополь, 1980 г.) — 2-е місце
- 1981 р. Одеса, 3-й Чемпіонат УРСР — 2 місце
- 1982 р. Херсон, 4-й Чемпіонат УРСР — 1 місце
- 1983 р. Махачкала, Чемпіонат СРСР — 2 місце
- 1990 р. Миколаїв, Чемпіонат України — 1 місце
- 1981 р. 1983 р. 1984 р. Чемпіонат України по Рукопашному бою — 1 місце
- 2001 р. Осака, Японія, 1-й Міжнародний Чемпіонат Світу серед ветеранів з кіокушин карате - 1 місце